# Cephalops buclavus
Cephalops buclavus är en tvåvingeart som först beskrevs av Hardy 1968.  Cephalops buclavus ingår i släktet Cephalops och familjen ögonflugor. Inga underarter finns listade i Catalogue of Life.